# Edmund Pietryk
Edmund Pietryk (ur. 9 kwietnia 1938 w Orańczycach na Kresach Wschodnich, obecnie Białoruś) – polski aktor, poeta, prozaik, dramaturg, twórca słuchowisk radiowych i dziennikarz.

## Życiorys
W roku 1960 ukończył studia na Wydziale Aktorskim PWSTiF w Łodzi. Pracował jako aktor w teatrach Szczecina, Lublina, Kielc, Opola i Poznania, gdzie grał przez 36 lat. Jako dziennikarz współpracował m.in. z Tygodnikiem Kulturalnym, „Wprost”, „Dziennikiem Poznańskim”, „Poznaniakiem”.
Swoje teksty literackie publikował w czasopismach takich jak „Twórczość”, „Dialog”, czy „Odra”.
Jest członkiem Związku Literatów Polskich od 1968. Mieszka w Poznaniu.

## Twórczość (wybór)

### Poezja
- Ikonowe dzieci, 1965;
- Słone źródła, 1971;
- Szept brzoskwiniowy, 1974;
- Palenie wrzosów, 1974;
- Twarze, 1996;
- Azyl w Woroneżu, 2007;
- Zmierzch, 2009;
- Cisza, 2010.

### Proza
- Szczerbate koleiny, 1967;
- Chilijska ostroga, 1970;
- Złota uliczka, 1974;
- Natychmiast szczęście, 1977;
- Maraton sprintera, 1978;
- Stały fragment gry, 1981;
- Człowiek, który jest poniedziałkiem, 1986.

### Dramat
- Trzy i pół człowieka, wyst. 1962;
- Po północy nie opłaczę, wyst. 1966;
- Wieczór białych tańców, wyst. 1968;
- Hotel, wyst. 1970.

### Słuchowiska radiowe
- Renta prezydenta, 1976;
- Koniec sezonu, 1978;
- Sypnięcie, 1979;
- Boję się dobrej samotności, 1981;
- Mongolski salon, 1991;
- Preludia, 1991.

## Wybrane nagrody i odznaczenia
- 1961 – nagroda w krakowskim konkursie dramaturgicznym za sztukę Dziesiątka
- 1962 – pierwsza nagroda w III Konkursie debiutów dramaturgicznych Teatru Ateneum w Warszawie za sztukę Trzy i pół człowieka (1962)
- 1971 – Nagroda im. Stanisława Piętaka za zbiór opowiadań Chilijska ostroga
- 1989 – nagroda TVP i Poltelu w konkursie na współczesny scenariusz filmowy na utwór Nabój, Młotek, ten trzeci, ten trzeci i co pozostali
- 1998 – Nagroda Literacka im. Władysława Reymonta za całokształt twórczości literackiej
- 2001 – Grand Prix w konkursie dramaturgicznym TESPIS 2000 za sztukę Mokre widzenie
- 2006 – II nagroda w dziedzinie poezji na VII Ogólnopolskim Konkursie Literackim im. Stanisława Grochowiaka
- 2007 – Nagroda XXX Międzynarodowego Listopada Poetyckiego za Zegar czasu
- 2011 – Brązowy Medal „Zasłużony Kulturze Gloria Artis”[1]
- Odznaka Honorowa Miasta Poznania
- Srebrny Krzyż Zasługi